# Verdets
Verdets település Franciaországban, Pyrénées-Atlantiques megyében. Lakosainak száma 304 fő (2022. január 1.). Verdets Ledeuix, Lucq-de-Béarn, Moumour, Orin és Poey-d’Oloron községekkel határos.

## Népesség
A település népessége az elmúlt években az alábbi módon változott:
| Lakosok száma | 281  | 273  | 264  | 275  | 270  | 278  | 287  | 291  | 298  | 304  |
|               | 2010 | 2013 | 2015 | 2016 | 2017 | 2018 | 2019 | 2020 | 2021 | 2022 |